# Бутень (Клуж)
Бутень, Бутені (рум. Buteni) — село у повіті Клуж в Румунії. Входить до складу комуни Мергеу.
Село розташоване на відстані 356 км на північний захід від Бухареста, 47 км на захід від Клуж-Напоки.

## Населення
За даними перепису населення 2002 року у селі проживали 86 осіб, з них 85 осіб (98,8%) румунів. Рідною мовою 85 осіб (98,8%) назвали румунську.